# Hoke
Martí Delhom Latorre, més conegut com Hoke (Picanya,1996) és un raper valencià que ha aconseguit una gran influència dins de l'escena urbana espanyola. El seu estil, que fusiona rap i trap amb altres gèneres musicals, li ha permès destacar en una indústria competitiva, on les seves lletres sobre el graffiti, la droga, l'esport i el carrer amb un estil net i diferencial. La seva estètica és molt marcada i cuidada, sent ell mateix qui se n'encarrega de portar-la degut a les seves habilitats com a dissenyador.

## Biografia

### Primera etapa i col·laboracions a València
Hoke va començar a rapejar a la seva adolescència, on va formar part del grup Versos Clave, Amb qui va llançar la seva primera maqueta: Hiperraptiva. En aquella època també va anar guanyar notorietat en el món del freestyle, on va arribar a participar en competicions de renom estatals com les Gold Battle.

### Carrera musical

#### SYDNEY 00
SYDNEY 00 és el primer EP publicat en les principals aplicacions de reproducció, juntament amb M. Crwford i començant a situar a Hoke en el punt de mira.

#### BBO
L'àlbum BBO amb el gran productor nacional Louis Amoeba, que va ser publicat després de la seva consolidació a l'escena, va marcar un punt d'inflexió en la seva carrera. Durant els mesos anteriors al llançament van representar les seves cançons en diversos concerts arreu d'Espanya, fet que va provocar gran expectativa en xarxes socials per la sortida d'aquest álbum, que va ser anunciat tres dies abans, sense tracklist, sense promocions. L'escolta de BBO és una experiència curta, energètica i molt disfrutable, on es troba una gran quantitat de referències al món de les Olimpíades; tant en lletres, videoclips i arts, sent el títol un primer exemple que símula els 5 anells representatius d'aquest esdeveniment.
Aquest disc va establir un alt nivell de qualitat i va augmentar exponencialment la seva base de seguidors. A part de treballar conjuntament amb Louis Amoeba, BBO compta amb l'ajuda d'Ébano, Ill Pekeño i Ergo Pro, tres dels rapers més consolidats del país. Amb una lírica profunda i una producció de gran qualitat, BBO va ser una mostra del talent de Hoke per connectar emocionalment amb el seu públic. A partir d'aquest àlbum, va començar a ser reconegut com un dels líders de l'escena del rap espanyol.

#### TRES CREUS
Al Desembre de 2024, Hoke sortía amb Tres Creus, álbum que marca una clara evolució en la seva carrera. Després de BBO l'artista romangué en silenci un any i mig, fins a publicar una cançó; No Puede Ser. Amb aquesta cançó i un seguit de pistes que deixava en videoclips d'altres artistes (La Última - Quevedo) o en les seves pròpies xarxes socials, les expectatives pel disc eren cada cop més elevades. Seguint el mateix mètode que amb l'anterior álbum, va anunciar el disc tres dies abans, aquest cop sí amb una imatge del llistat de les cançons.
Aquest disc es troba dividit en dues parts, A i B, i presenta una sonoritat més madura i experimental. En Tres Creus, Hoke ha treballat amb una gran varietat de productors, incloent Nuviala, A. Dense, El Secreto, Gese Da O, Steve Lean, PMP i altres, inclòs ell mateix. A més, el disc inclou col·laboracions amb artistes com Ébano, Ergo Pro, Quevedo i Morad, els quals aporten la seva pròpia personalitat a les cançons.

### Impacte i reconeixement
Hoke ha estat reconegut com una de les personalitats més influents dins del rap i la música urbana a Espanya. La seva capacitat per connectar amb el públic i la seva evolució musical constant li han permès mantenir-se rellevant en una indústria en contínua transformació. El seu enfocament innovador, juntament amb la seva autenticitat, fa que continuï sent una de les figures més destacades en l'escena del rap en espanyol.